# Сойкувек
Сойкувек (пол. Sojkówek) — село в Польщі, у гміні Садовне Венґровського повіту Мазовецького воєводства.
Населення — 195 осіб (2011).
У 1975-1998 роках село належало до Седлецького воєводства.

## Демографія
Демографічна структура станом на 31 березня 2011 року:
|          | Загалом | Допрацездатний вік | Працездатний вік | Постпрацездатний вік |
| -------- | ------- | ------------------ | ---------------- | -------------------- |
| Чоловіки | 94      | 19                 | 63               | 12                   |
| Жінки    | 101     | 26                 | 50               | 25                   |
| Разом    | 195     | 45                 | 113              | 37                   |